# Кызыл-Тоо
Кызыл-Тоо (кирг. Кызыл-Тоо) — село в Узгенском районе Ошской области Кыргызстана. Входит в состав Кызыл-Тооского аильного округа. Код СОАТЕ — 41706  255 847 10 0

## Население
По данным переписи 2023 года, в селе проживало 4 827 человек.